# Tribunal de la sécurité sociale
Le Tribunal de la sécurité sociale du Canada est un tribunal administratif indépendant, qui tient des audiences quasi judiciaires et traite les appels en relation avec les lois sur l'assurance-emploi, le Régime de pensions du Canada et la Sécurité de la vieillesse. Il a été constitué en vertu de l’article 44 de la Loi sur le ministère des Ressources humaines et du Développement des compétences, à la suite d'un vote au parlement le 26 avril 2012.

## Composition
Le Tribunal est composé d’au plus 74 membres à temps plein nommés par le gouverneur général en conseil, comprenant un président, et trois vice-présidents qui sont respectivement responsables de la division d’appel, de la section de la sécurité du revenu et de la section de l’assurance-emploi. Le Tribunal compte également des membres à temps partiel nommés par le gouverneur en conseil, si ce dernier l’estime nécessaire compte tenu de la charge de travail du Tribunal, pourvu que le cumul du temps qu’ils consacrent à l’exercice de leurs attributions n’excède pas celui qu’y consacreraient les membres à temps plein. Le mandat des membres à temps plein est d’une durée maximale de cinq ans et celui des membres à temps partiel, de deux ans; les mandats sont renouvelables plus d’une fois.

## Mise en place du tribunal
Le tribunal a été mis en place le 1er avril 2013 par Diane Finley, ministre des ressources humaines, et approuvé par le cabinet de Stephen Harper. L’avocate Murielle Brazeau préside le tribunal. Les médias ont immédiatement dénoncé le fait que, sur ses 47 membres, plus de la moitié avaient des liens étroits avec le Parti conservateur,. Au Québec, quatre des huit premiers membres sont d'anciens candidats conservateurs. Plusieurs juges ont contribué à la caisse du parti conservateur alors qu'ils siégeaient à des conseils arbitraux de l'assurance-emploi, ce qui est contraire à la loi.
Parmi les personnes nommées, il n'y en a pas une seule représentant le milieu des travailleurs. Divers groupes ont dénoncé ce manque flagrant d'équilibre dans un tribunal censé être indépendant.
Le processus retenu par le ministère inquiète également les avocats. En effet,  les plaignants ne pourront pas suivre le cheminement de leur dossier dans ses différentes étapes et « ce n’est qu’au moment d’un appel [et pas pour la révision] que la Commission de l’assurance-emploi assemble les documents sur lesquels sa décision est fondée et les fournit au TSS, qui transmettra le dossier d’appel aux parties intéressées ».